# Vasile Dîncu

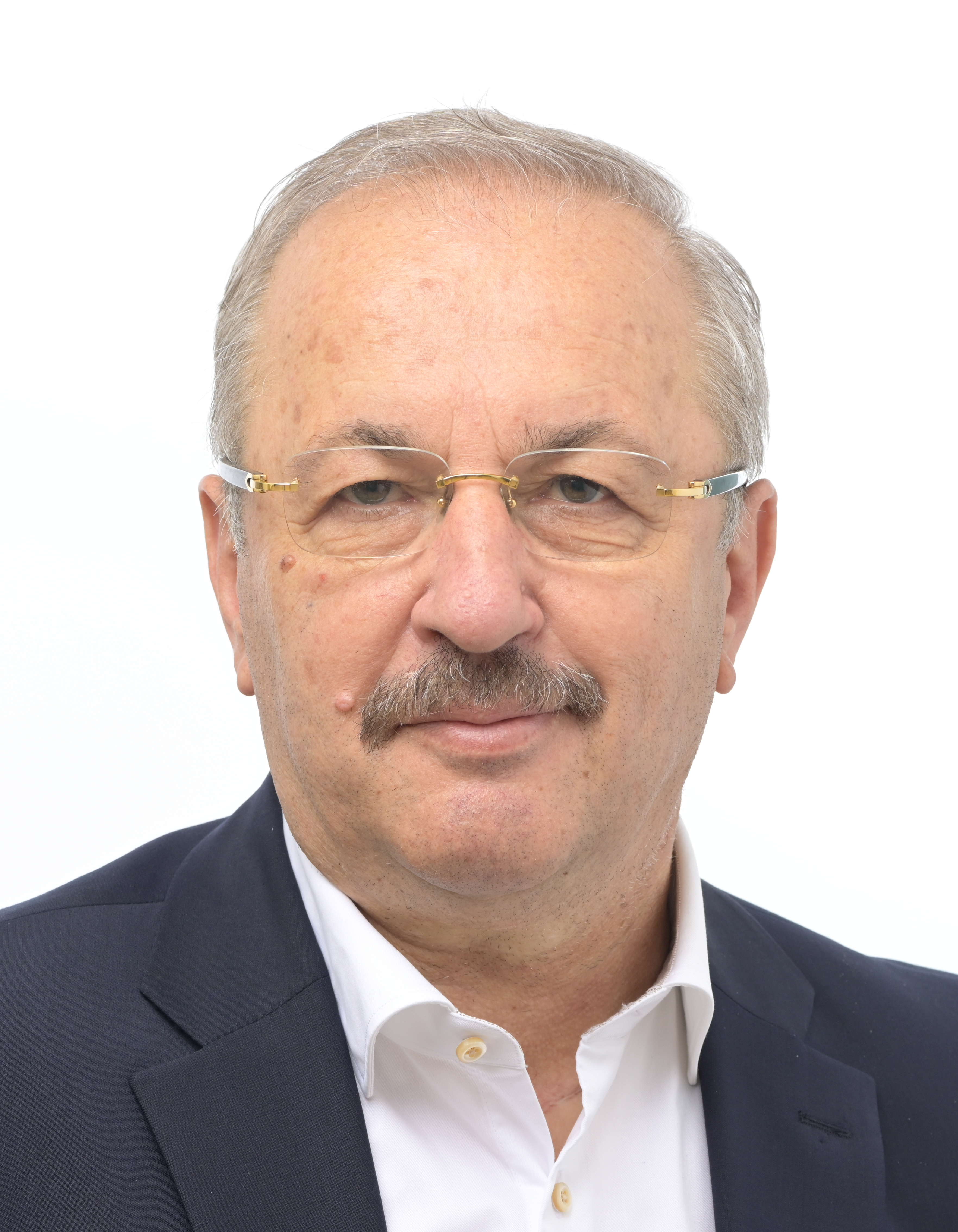
Vasile Dîncu (2024)

Vasile Sebastian Dîncu (* 25. November 1961 in Năsăud, Kreis Bistrița-Năsăud) ist ein rumänischer Politiker der Partidul Social Democrat (PSD). Er war von 2004 bis 2008 und ist erneut seit 2020 Mitglied des rumänischen Senats. Von November 2021 bis Oktober 2022 war er Verteidigungsminister.
Zuvor war er von 2000 bis 2003 Minister für öffentliche Information, von Januar bis Dezember 2007 Mitglied des Europäischen Parlaments sowie von 2015 bis 2017 stellvertretender Premierminister und Minister für Regionalentwicklung und öffentliche Verwaltung.

## Leben und Beruf
1980 beendete Dîncu das Lyceum George Coșbuc in Năsăud und studierte anschließend Philosophie und Geschichte an der Babeș-Bolyai-Universität Cluj, wo er 1998 promovierte. Anschließend unterrichtete er als  Professor für Soziologie sowohl an der Universität Bukarest als auch in Cluj. Er war in zahlreichen wissenschaftlichen Gremien seines Landes aktiv, zuletzt ab 2012 als Mitglied des Nationalen Rates für Titel, Diplome und Universitätsabschlüsse.

## Politik
Von Dezember 2001 bis Juni 2003 war Dîncu Minister für öffentliche Information, mit Zuständigkeit auch für die nationalen Minderheiten, in der Regierung von Adrian Năstase. Von 2004 bis 2008 gehörte er dem rumänischen Senat und gleichzeitig ab 26. September 2005 als Beobachter dem Europäischen Parlament an. Im Zuge der Aufnahme Rumäniens in die Europäische Union wurde er am 1. Januar 2007 vollwertiges Mitglied des EU-Parlaments, wo er in der Sozialdemokratischen Fraktion saß, Mitglied im Ausschuss für regionale Entwicklung und Delegierter für die Beziehungen zu Israel war. Bei der Wahl im November 2007 wurde er aber nicht bestätigt und schied am 9. Dezember 2007 aus.
Von November 2015 bis Januar 2017 war Dîncu Stellvertretender Ministerpräsident Rumäniens und Minister für regionale Entwicklung und die öffentlichen Verwaltung im Kabinett Cioloș. Bei der Parlamentswahl 2020 wurde er erneut in den rumänischen Senat gewählt. Am 25. November 2021 übernahm er das Amt des Ministers für nationale Verteidigung in der Regierung von Nicolae Ciucă.
Nachdem Dîncu bei der Europawahl 2024 erneut ins Europäische Parlament gewählt wurde, ist er in der 10. Legislaturperiode (2024–2029) Mitglied im Ausschuss für konstitutionelle Fragen sowie stellvertretendes Mitglied im Ausschuss für auswärtige Angelegenheiten und im Unterausschuss für Sicherheit und Verteidigung. Er ist zudem Mitglied der Delegation für die Beziehungen zur Parlamentarischen Versammlung der NATO und stellvertretendes Mitglied der Delegation im Parlamentarischen Assoziationsausschuss EU-Ukraine.